# Vespasiano da Bisticci

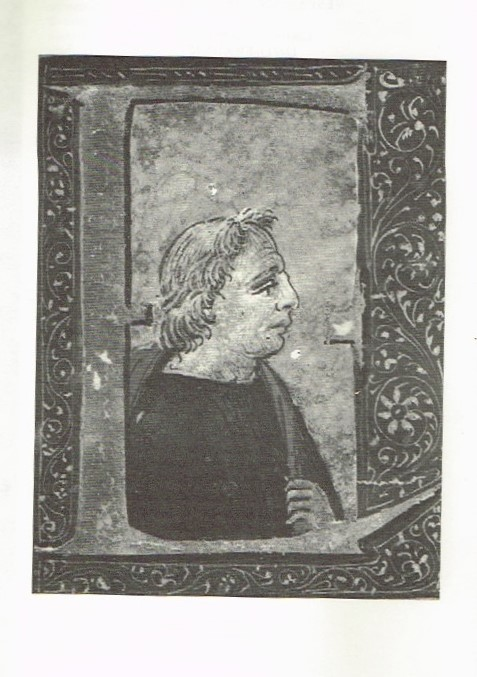
Vespasiano da Bisticci

Vespasiano da Bisticci (Bisticci, 1421 - Antella, 1498) fue un escritor, humanista y librero italiano. Se sabe muy poco de sus primeros años fuera del lugar de su nacimiento, localidad que se encuentra cerca de Rignano sull'Arno. Poseía un negocio de venta de libros en Bargello. Bien pronto se dio a conocer en la Florencia de los Medici por su actividad de librero y transcriptor de textos que él mismo confeccionaba de manera delicada y proporcionaba a petición de los señores del tiempo entre los cuales estaba Cosme de Médici.
Cuando Cosme decidió crear la Biblioteca Laurenciana, Vespasiano lo aconsejó y le expidió, a través de Tommaso Parentucelli (luego Papa Nicolás V), un catálogo sistemático que llegó a ser la base de la nueva colección. En veintidós meses, Vespasiano preparó doscientos volúmenes para Cosme. La mayor parte de ellos eran libros de teología y cantos litúrgicos. Había impulsado notablemente la difusión de los autores clásicos cuando Nicolás V, el fundador de la Biblioteca Vaticana, llegó a ser Papa. Luego estuvo formando la biblioteca de Federico da Montefeltro, duque de Urbino durante catorce años, organizándola de manera moderna. Contenía catálogos del Vaticano, de la biblioteca de los Visconti de Pavía y de Oxford.
En 1448 se había inventado la impresión con caracteres móviles (Gutenberg) y, al difundirse, la actividad de Vespasiano se hizo cada vez menos importante. Tras cerrar su taller, se retiró a la villa de su propiedad en Antella, donde pasó el último período de su vida escribiendo biografías de los hombres que había conocido. Las biografías, en total 103, recogidas con el título de Le Vite, fueron publicadas en 1839. La obra, aun cuando fue escrita con una prosa pobre y de tono popular, es digna de interés por su valor documental.
Vespasiano tenía un conocimiento limitado del latín y era uno de los pocos escritores del tiempo que lo reconocía y admitía. Ciertamente es inferior a historiadores como Machiavello y Guicciardini, pero representa bien la atmósfera del período. Sus descripciones llevan al lector directamente a Florencia. Su tono general es el de un moralista que muestra los peligros del Renacimiento, especialmente para las mujeres, pone en guardia ante los novelistas y critica a los florentinos por su costumbre de obtener ganancias ilícitas o por la usura.
De Vespasiano se conserva un epistolario y una obra llamada Libro delle lodi e commemorazioni delle donne illustri («Libro de las alabanzas y de las conmemoraciones de las mujeres ilustres»).